# Jerôme-François de Kerchove
Jerôme François Jean Adrien de Kerchove (Gent, 1 oktober 1743 - 1 november 1818) was een Gents edelman. Hij was de tweede zoon van Gerard Joseph de Kerchove (1709-1763), Heer van Ousselghem, en van Marie Anne Colette della Faille (1701-1767), Vrouwe van Ter Elst. 
Jerôme de Kerchove  was, op het einde van het ancien régime,  de laatste heer van Ter Elst (zie Teralfene). Hij trouwde met Marie-Florence Robert de Maurepas dite de Choisy (1737-1806). Zijn broer, Emmanuel de Kerchove (1739-1815), was heer van Ousselghem en is de stamvader van de familie die de naam de Kerckhove d'Ousselghem draagt. Jerôme is de stamvader van de familie die de naam de Kerchove d'Exaerde draagt. Ze zijn beiden te onderscheiden van de tak die de naam de Kerchove de Denterghem draagt. De namen van de drie vroegere heerlijkheden die deze familietakken aan hun familienaam toevoegden waren alle drie geërfd van de nakomelingen van Pieter Lanchals en kwamen in de familie de Kerchove door het huwelijk in 1698 van Anna Lanchals (1669-1735), barones van Exaerde, vrouwe van Denterghem en Ousselghem, met Jean-François de Kerchove (1672-1733), heer van Etikhove, de grootouders van Jerôme-François.
De beide zonen van Jerôme-François, Charles (1766-1849) en generaal-majoor François de Kerchove (1774-1847) (die trouwde met Rosalie van Pottelsberghe de la Potterie) bekommerden er zich niet om, onder het Verenigd koninkrijk, erkenning van hun adellijke status te bekomen, in tegenstelling tot andere takken van de familie. Het zijn de vierde zoon van François, Constant de Kerchove (1812-1900) en verschillende zoons van zijn drie andere zoons die in het laatste kwart van de negentiende eeuw adelserkenning aanvroegen en bekwamen. 
De achterkleindochter van Jérôme-François, Alice Marie de Kerchove trouwde in 1860 met Albert, Baron d' Udekem d' Acoz uit Leuven. Zij zijn de betovergrootouders van prinses Mathilde. Het echtpaar Jerôme de Kerchove - de Choisy behoort dus eveneens tot de rechtstreekse voorouders van prinses Mathilde en haar familie. 